# جون سنونو
جون هنري سنونو (بالإنجليزية: John Henry Sununu) (ولد في 2 يوليو 1939) هو سياسي أمريكي من أصل كوبي شغل منصب الحاكم الخامس والسبعين لولاية نيو هامبشاير من عام 1983 إلى عام 1989 ورئيس أركان البيت الأبيض الرابع عشر في عهد الرئيس جورج بوش الأب من عام 1989 إلى عام 1991.
ولد في كوبا لأب أمريكي وأم سلفادورية، وهو من أصول يونانية وإسبانية ولبنانية، مما يجعله أول أمريكي عربي، وأول أمريكي يوناني، وأول أمريكي من أصل إسباني يتولى منصب حاكم ولاية نيو هامبشاير ورئيس موظفي البيت الأبيض. وهو والد جون إي. جون، عضو مجلس الشيوخ الأمريكي السابق من نيو هامبشاير، وكريستوفر جون، الحاكم السابق لنيو هامبشاير. كان جون رئيسًا للحزب الجمهوري في نيو هامبشاير من عام 2009 إلى عام 2011.

## الحياة المبكرة والتعليم
وُلِد جون في هافانا، كوبا، بينما كان والديه يزوران كوبا في رحلة عمل. وهو ابن جون صالح جون، موزع أفلام دولي، وفيكتوريا جون (ني دادا). جاءت عائلة والده إلى الولايات المتحدة من لبنان كمسيحيين أرثوذكس يونانيين في مطلع القرن العشرين وكان نسبه يونانيًا ولبنانيًا من القدس وبيروت على التوالي. ولد جون صالح جون في بوسطن، ماساتشوستس. والدته فيكتوريا دادا ولدت في السلفادور. كانت عائلتها أيضًا مسيحيين أرثوذكس يونانيين، من أصول يونانية وإسبانية، واستقرت في أمريكا الوسطى في مطلع القرن العشرين. زار جون بيروت، لبنان، عندما كان طفلاً في أواخر الأربعينيات. نشأ في مدينة نيويورك وتخرج من أكاديمية لاسال العسكرية في لونغ آيلاند.
حصل جون على درجة البكالوريوس في العلوم عام 1961، ودرجة الماجستير في العلوم عام 1963، والدكتوراه عام 1966 من معهد ماساتشوستس للتكنولوجيا، وكلها في الهندسة الميكانيكية. كان عضوًا في جمعية فاي سيجما كابا.

## حياة مهنية
من عام 1966 إلى عام 1982 قام بالتدريس في جامعة تافتس، حيث كان أستاذاً مشاركاً في الهندسة الميكانيكية. كان عميدًا مشاركًا لكلية الهندسة بالجامعة من عام 1968 إلى عام 1973. اعتبارًا من عام 1988، احتفظ جون بلقبه وفوائد الرسوم الدراسية لعائلته من جامعة تافتس خلال إجازة غير مدفوعة الأجر لمدة ست سنوات "نادرة للغاية" تزامنت مع توليه منصب حاكم الجامعة. كان عضوًا في المجلس الاستشاري لبرنامج التكنولوجيا والسياسة في معهد ماساتشوستس للتكنولوجيا من عام 1984 حتى عام 1989.
كان جون جمهوريًا، ومثل المنطقة الخامسة في روكنغهام في مجلس نواب نيو هامبشاير من عام 1973 إلى عام 1975. ترشح جون لمجلس شيوخ نيو هامبشاير في عامي 1974 و1976، لكنه خسر الانتخابات العامة في المرتين أمام ديلبرت ف. داونينج. ترشح للمجلس التنفيذي لنيو هامبشاير في عام 1978، لكنه خسر الانتخابات العامة أمام دودلي دودلي. ترشح لمجلس الشيوخ الأمريكي عام 1980، لكنه خسر الانتخابات التمهيدية للحزب الجمهوري أمام وارن رودمان.

### حاكم ولاية نيو هامبشاير
أصبح جون حاكم ولاية نيو هامبشاير الخامس والسبعين في 6 يناير 1983، وأعيد انتخابه مرتين لشغل المنصب لمدة ثلاث فترات متتالية. كان أول حاكم عربي أمريكي لولاية نيو هامبشاير. كان جون رئيسًا لتحالف حكام الشمال الشرقي، وجمعية حكام الجمهوريين، وفي عام 1987، جمعية حكام الولايات الوطنية.
وقد أثار جون غضب البعض عندما كان الحاكم الوحيد لولاية أميركية الذي لم يدعو إلى إلغاء قرار الجمعية العامة للأمم المتحدة رقم 3379 ("الصهيونية هي عنصرية"). ثم تراجع عن موقفه بشأن هذه القضية ودعم برنامج الجمهوريين المؤيد لإسرائيل في عام 1988.

### رئيس موظفي البيت الأبيض
كان جون أول رئيس لهيئة موظفي البيت الأبيض في عهد جورج بوش الأب، وشغل المنصب من عام 1989 إلى عام 1991. أطلقت عليه مجلة تايم لقب "الشرطي السيئ لبوش" على الغلاف الأمامي في 21 مايو 1990.
ويُعتبر جون هو الذي هندس تخلي بوش في منتصف فترة ولايته عن وعده الانتخابي لعام 1988 "بعدم فرض ضرائب جديدة". في تقريره "خسارة الأرض: العقد الذي كدنا نوقف فيه تغير المناخ"، كتب ناثانيال ريتش أنه في نوفمبر 1989 منع جون التوقيع على التزام 67 دولة في مؤتمر نورفايك للمناخ بتجميد انبعاثات ثاني أكسيد الكربون، مع خفضها بنسبة 20 في المائة بحلول عام 2005، ووصفه بأنه القوة التي بدأت جهودًا منسقة لإرباك الجمهور بشأن موضوع الاحتباس الحراري وتغييره من قضية عاجلة وغير حزبية وغير قابلة للمساءلة إلى قضية سياسية. في مقابلةٍ حول تورطه في منع التوصل إلى اتفاق، صرّح قائلًا: "لم يكن ذلك ليحدث، لأن قادة العالم آنذاك، بصراحة، كانوا جميعًا في مرحلةٍ كانوا يبحثون فيها عن طريقةٍ لإظهار دعمهم للسياسة دون الاضطرار إلى تقديم التزاماتٍ صارمةٍ تُكلّف دولهم مواردَ طائلة. بصراحة، هذا هو وضعنا اليوم تقريبًا ".
أوصى جون ديفيد سوتر من نيوهامبشاير للرئيس جورج بوش الأب لتعيينه في المحكمة العليا للولايات المتحدة، بناءً على طلب صديقه المقرب آنذاك، القاضي جون كيري. السيناتور الأمريكي وزميل ولاية نيو هامبشير وارن رودمان. وصفت صحيفة وول ستريت جورنال الأحداث التي أدت إلى تعيين "القاضي الليبرالي" في افتتاحية عام 2000، قائلةً إن رودمان، في "ليبراليته الجمهورية اليانكية"، كان "يفخر بسرد كيف باع السيد ساوتر لرئيس موظفي البيت الأبيض الساذج جون سنونو كمحافظ قابل للتأكيد. ثم باع كلاهما القاضي للرئيس بوش، الذي أراد قبل كل شيء تجنب معركة تثبيت بعد روبرت بورك ". وكتب رودمان في مذكراته أنه "كان يشك طوال الوقت" في أن ساوتر "لن ينقض السوابق الليبرالية النشطة". وقال جون لاحقًا إنه شعر "بخيبة أمل كبيرة" بشأن مواقف ساوتر في المحكمة، وكان يفضل أن يكون أكثر شبهًا بالقاضي أنطونين سكاليا.

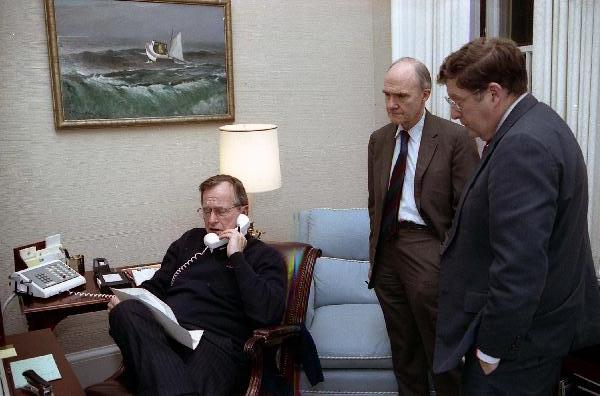
الرئيس بوش يتحدث عبر الهاتف بشأن عملية القضية العادلة مع جون وبرينت سكوكروفت، 1989.

بناءً على توصية جورج دبليو بوش، استقال جون من منصبه في البيت الأبيض في 4 ديسمبر 1991.  وظل في البيت الأبيض مستشارًا للرئيس حتى الأول من مارس عام 1992.

#### لم شمل قدامى المحاربين على متن سفينة يو إس إس ليبرتي
في الذكرى الرابعة والعشرين لحادثة السفينة يو إس إس ليبرتي (في عام 1991)، تمت دعوة ما يقرب من 50 من الناجين من ليبرتي، بما في ذلك الكابتن ويليام ماكجوناجل، إلى البيت الأبيض للقاء الرئيس جورج بوش الأب في اجتماع نظمه أعضاء الكونجرس السابقون بول فيندلي وبيت ماكلوسكي. وبعد انتظار دام أكثر من ساعتين، لوح لهم الرئيس بوش وهو يمر بسيارته الليموزين، ولكنه لم يقابلهم شخصياً. ويقال إن العديد من الناجين شعروا بالإحباط وخيبة الأمل بسبب هذا. وبدلاً من ذلك، استقبلهم جون ومستشار الأمن القومي برنت سكوكروفت.  الأميرال الخلفي توماس أ. بروكس، الذي تحدث لصالح الناجين من ليبرتي سابقًا، قدم لهم شهادة الوحدة الرئاسية التي وقعها الرئيس ليندون جونسون ولكن لم يتم منحها أبدًا. وكان رئيس هيئة الأركان المشتركة السابق الأدميرال توماس إتش مورر، وهو مناصر قديم لليبرتي، حاضرًا أيضًا. وقد اعترضت رابطة مكافحة التشهير على هذا الاجتماع.

#### التعدين في مناطق الصراع
جون هو أحد المساهمين الرئيسيين في شركة التعدين الأنجلو آسيوية (تمتلك 9.38٪) والتي من المتوقع أن تستفيد بعد الانتصارات العسكرية الأذربيجانية على ناغورنو كاراباخ.

#### جدل حول النفقات
وباعتباره رئيسًا لموظفي البيت الأبيض، ورد أن جون قام برحلات شخصية للتزلج وأغراض أخرى، وصنفها على أنها رسمية لأغراض مثل الحفاظ على نقاط الضوء الألف أو الترويج لها. كتبت صحيفة واشنطن بوست أن طائرات جون "أخذته إلى حملات جمع التبرعات للحزب الجمهوري، ومنتجعات التزلج، ومنتجعات الجولف، وحتى طبيب أسنانه في بوسطن". لم يدفع جون للحكومة سوى 892 دولارًا مقابل سفره العسكري بالطائرة، والذي بلغت قيمته أكثر من 615 ألف دولار. وقال جون إن استخدامه للطائرات النفاثة كان ضروريًا لأنه كان عليه أن يكون بالقرب من الهاتف في جميع الأوقات لأسباب تتعلق بالأمن القومي. أصبح جون موضوعًا للكثير من الفكاهة التلفزيونية في وقت متأخر من الليل بسبب الحادث. أدى جون إلى تفاقم الوضع بعد فترة وجيزة عندما سافر إلى مزاد طوابع نادرة في دار كريستيز للمزادات في مدينة نيويورك من واشنطن في سيارة ليموزين حكومية، بعد تسريب شائعات عن صعوبات مالية تواجهها عائلته، وأنفق 5000 دولار على الطوابع النادرة. ثم أرسل جون السيارة والسائق إلى واشنطن خاليين بينما عاد هو على متن طائرة خاصة. في أسبوع واحد، نشرت 45 صحيفة مقالات افتتاحية عن جون، وكانت جميعها تقريبًا تنتقد تصرفاته. استقال جون من منصبه في البيت الأبيض في 4 ديسمبر 1991. سدد جون أكثر من 47 ألف دولار للحكومة مقابل الرحلات الجوية بناءً على أوامر مستشار البيت الأبيض سي. بويدن جراي، بمساعدة الحزب الجمهوري. ومع ذلك، كانت المبالغ المستردة بأسعار تجارية، وهي حوالي عُشر تكلفة الرحلات الجوية الفعلية؛ حيث كلفت رحلة تزلج واحدة إلى فاييل، كولورادو وحدها دافعي الضرائب 86.330 دولارًا.

## أنشطة أخرى

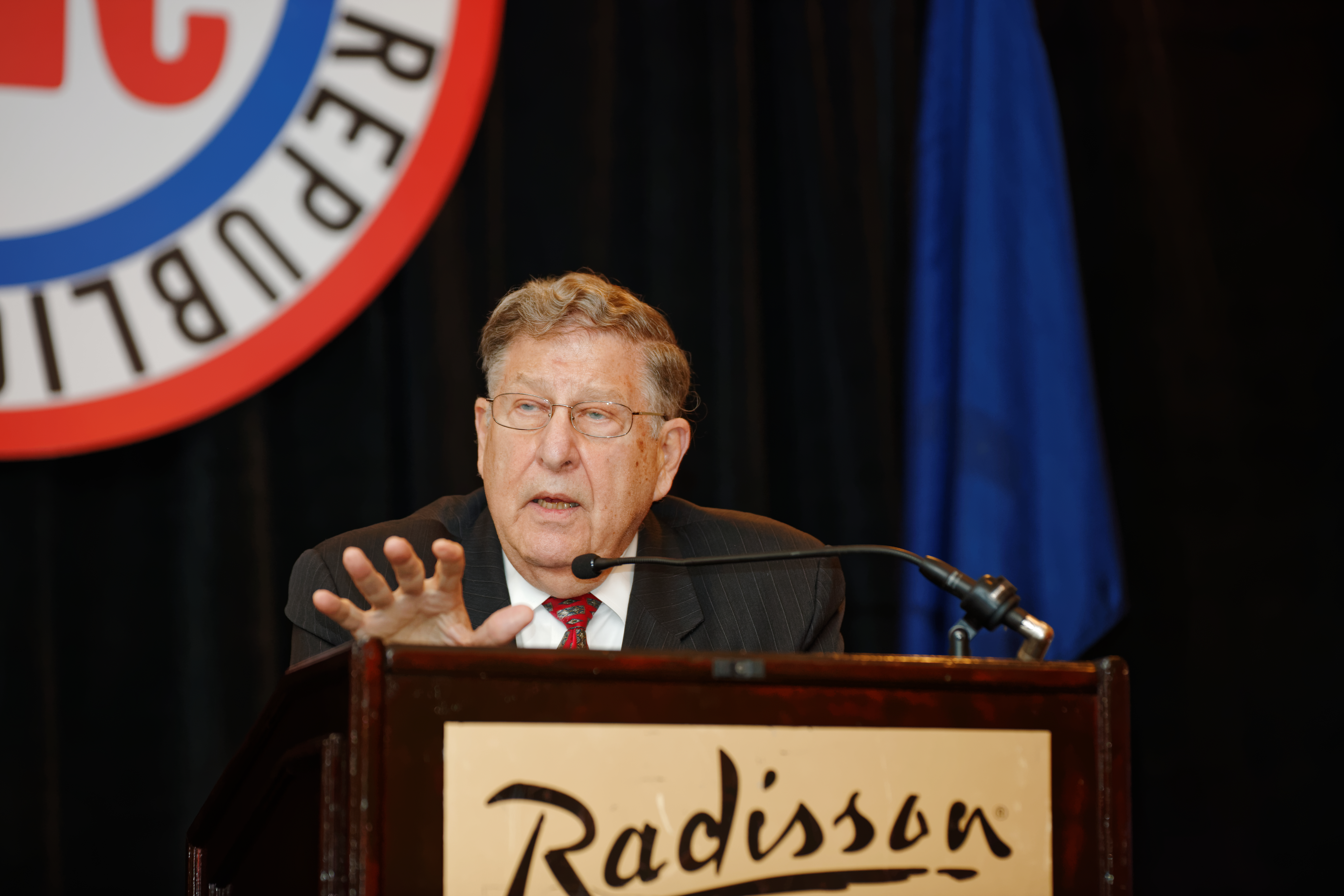
جون في 23 يناير 2016، أولًا في قاعة المدينة الوطنية في ناشوا، نيو هامبشاير.

شارك جون في استضافة برنامج نيران متقاطعة الليلي سي إن إن من مارس 1992 حتى فبراير 1998.
من عام 1963 حتى عام 1983، كان رئيسًا لشركة هندسة جيه إتش إس وشركة الأبحاث الحرارية. بالإضافة إلى ذلك، ساعد في تأسيس شركة أسترو داينامكس. وعمل كمهندس رئيسي لها من عام 1960 حتى عام 1965.
في عام 2012، أدلى جون، بصفته الرئيس المشارك الوطني للحملة الرئاسية لميت رومني، بتعليقات مثيرة للجدل موجهة إلى الرئيس باراك أوباما آنذاك، ووصفه بأنه "غير أمريكي". بعد أن تلقى ردود فعل عنيفة بسبب تعليقه، اعتذر جون بعد فترة وجيزة. وبعد بضعة أشهر، تسبب جون مرة أخرى في إثارة الجدل حول حملة رومني عندما قال إن السبب الذي جعله يعتقد أن وزير الخارجية السابق كولن باول (جمهوري) أيد الرئيس أوباما على حساب رومني هو أن كل من باول وأوباما ينتميان إلى نفس العرق. بعد الانتخابات، ألقى جون باللوم في خسارة رومني أمام أوباما على أنصار أوباما الذين كانوا "يعتمدون" على برامج الحكومة.
جون هو رئيس شركة شركة جيه إتش إس أسوشيتس، المحدودة، وهو شريك في شركة شركاء ترينيتي الدوليون، وهي شركة مالية خاصة. وهو أيضًا عضو في المجلس الفخري للمستشارين لغرفة التجارة الأمريكية الأذربيجانية (USACC).

## الجوائز والأوسمة
انتخب عضوا في الأكاديمية الوطنية للهندسة في عام 1990 لإبداعه الاستثنائي في تطوير أنظمة الطاقة، وفي التعليم الهندسي، وفي دمج التقدم التكنولوجي مع السياسة العامة.

## الحياة الشخصية

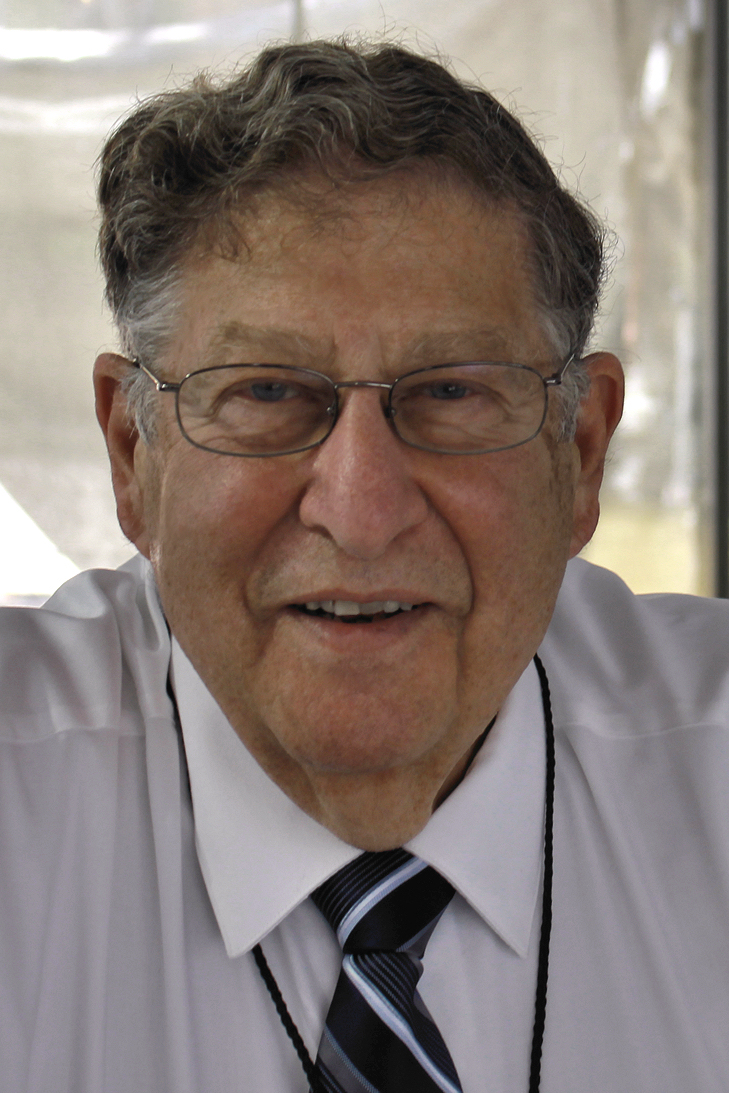
جون في عام 2015

كان جون متزوجًا من نانسي هايز، وأنجب منها ثمانية أطفال، من بينهم السيناتور الأمريكي السابق جون إي. جون وكريس جون، عضو سابق في المجلس التنفيذي لنيو هامبشاير وحاكم نيو هامبشاير حاليًا. وفي السنوات الأخيرة، انتقل من سالم، نيو هامبشاير، إلى هامبتون فولز، نيو هامبشاير، ليكون أقرب إلى أقاربه. تم انتخابه هو وزوجته لاحقًا كرئيسين فخريين لمزرعة الخنازير وحراس الحظائر في المدينة. يُطلق هذا اللقب عادةً على الوافد الجديد كل عام دون علمه.
ابنة جون كاثي هي رئيسة متحف بورتسموث للفنون في بورتسموث، نيو هامبشاير.
في 7 سبتمبر 2024، توفيت نانسي جون بعد صراع طويل مع مرض الزهايمر.

## في الثقافة الشعبية
في يناير 1995، ظهر جون سنونو في الحلقة الأولى من المسلسل الكوميدي دلتا بيرك سي بي إس، نساء البيت، بعنوان "الآنسة شوغر بيكر تذهب إلى واشنطن". في هذه الحلقة، تظهر سوزان شوغاربيكر ضيفة في البرنامج السياسي نيران متقاطعة على سي إن إن. ويظهر أيضًا مايكل كينسلي.
في فيلم مسرح العلوم الغامضة 3000: الفيلم لعام 1996، دفع مقطع (من هذه الجزيرة الأرض) لطائرة نفاثة توم سيرفو إلى قول مازحًا: "جون سنونو يذهب لقص شعره". وكانت هذه النكتة متكررة في المسلسل الأصلي أيضًا. ويشير ذلك إلى استخدام جون لطائرة عسكرية لأغراض شخصية عندما كان رئيساً لهيئة أركان الرئيس بوش الأب.
في حلقة عام 1996 من برنامج الفضاء الشبح الساحل إلى الساحل. يذكر مات جرونينغ أنه يحرص على مشاهدة البرامج التي تحمل عناوين متناغمة، وبعد عدة عناوين حقيقية للبرامج، يذكر "يو هو، إنه جون سنونو".

## التأييدات السياسية
بعد المناظرة الرئاسية الأولى في عام 2016، أيد جون دونالد ترمب كرئيس للولايات المتحدة.
في أوائل يناير 2024، أيد جون ترشيح نيكي هيلي للرئاسة الجمهورية لعام 2024.

## روابط خارجية
- الملف الشخصي في معهد هارتلاند
- الملف الشخصي في SourceWatch
- مرات الظهور على سي-سبان
- جون سنونو على موقع IMDb (الإنجليزية)
- جون سنونو على موقع مونزينجر (الألمانية)
- جون سنونو على موقع إن إن دي بي (الإنجليزية)